# 栖冥河菌属
栖冥河菌属为硫化叶菌科的一个属。该属的模式种为阿佐瑞斯栖冥河菌（Stygiolobus azoricus）。

## 下属物种
本属包括以下物种：
- 阿佐瑞斯栖冥河菌 Stygiolobus azoricus Segerer et al. 1991
- 栖热栖冥河菌 Stygiolobus caldivivus Sakai et al. 2022[1]